# 1893 na música

## Nascimentos

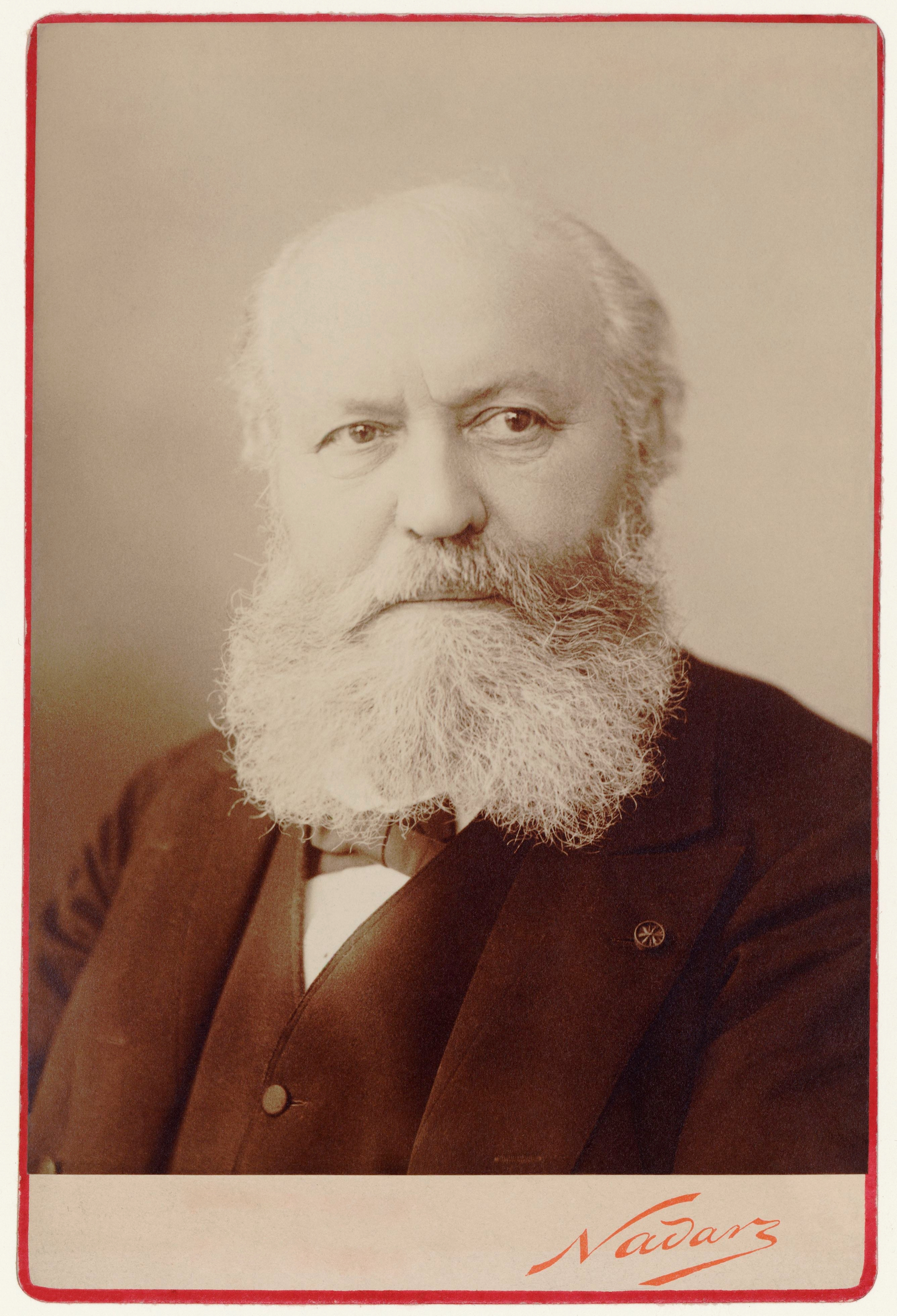
Charles Gounod.

| Data            | Nome            | Profissão   | Nacionalidade | Observações | Ref |
| --------------- | --------------- | ----------- | ------------- | ----------- | --- |
| 21 de Fevereiro | Andrés Segovia  | guitarrista | Espanha       | m. 1987     |     |
| 28 de Junho     | Luciano Gallet  | compositor  | Brasil        | m. 1931     |     |
| 29 de Junho     | Aarre Merikanto | compositor  | Finlândia     | m. 1958     |     |
| 23 de Outubro   | Jean Absil      | compositor  | Bélgica       | m. 1974     |     |

## Mortes
| Data          | Nome                     | Profissão  | Nacionalidade | Observações | Ref |
| ------------- | ------------------------ | ---------- | ------------- | ----------- | --- |
| 7 de Agosto   | Alfredo Catalani         | compositor | Itália        | n. 1854     |     |
| 18 de Outubro | Charles Gounod           | compositor | França        | n. 1818     |     |
| 6 de Novembro | Pyotr Ilyich Tchaikovsky | compositor | Rússia        | n. 1840     |     |